# Brucerolis cidaris
Brucerolis cidaris är en kräftdjursart som först beskrevs av Gary C.B. Poore och Brandt 1997.  Brucerolis cidaris ingår i släktet Brucerolis och familjen Serolidae. Inga underarter finns listade i Catalogue of Life.